# Ajn al-Arab (poddystrykt)
Ajn al-Arab – jedna z 4 jednostek administracyjnych trzeciego rzędu (nahijja) dystryktu Ajn al-Arab w muhafazie Aleppo w Syrii.
W 2004 roku poddystrykt zamieszkiwało 81 424 osób.